# 格雷蓬峰

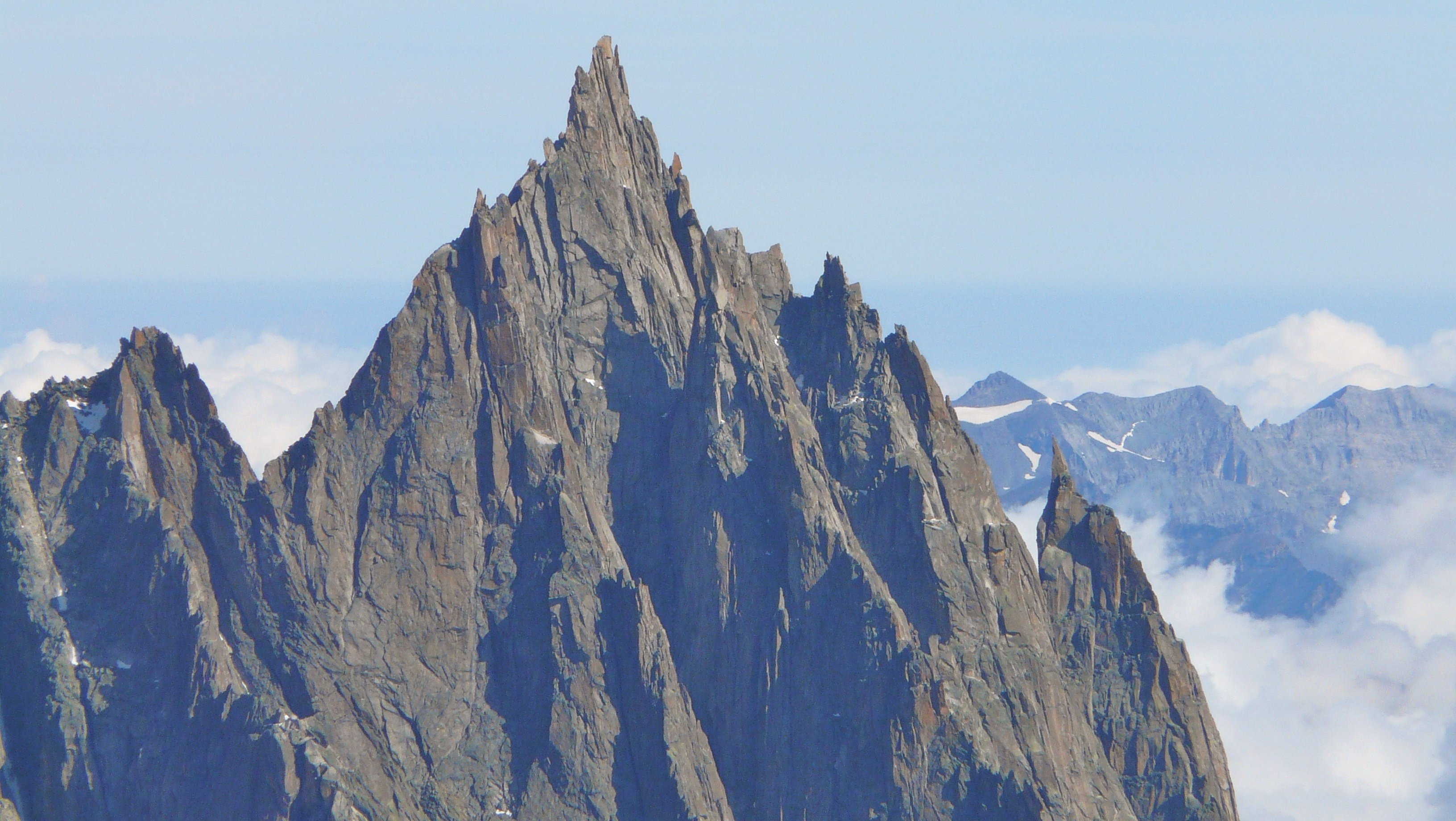

45°54′09″N 06°55′09″E / 45.90250°N 6.91917°E
格雷蓬峰（法語：Aiguille du Grépon），是法國的山峰，位於該國東部，由上薩瓦省負責管轄，屬於勃朗峰的一部分，該山峰海拔高度3,482米，人類在1881年8月5日首次登頂。